# 瓦纳斯塔利
瓦纳斯塔利（Vanasthali），是印度拉贾斯坦邦Tonk县的一个城镇。总人口6676（2001年）。

## 人口
该地2001年总人口6676人，其中男性2051人，女性4625人；0—6岁人口613人，其中男344人，女269人；识字率81.79%，其中男性为77.43%，女性为83.72%。